# Donia Samir Ghanem
Donia Samir Youssef Ghanem (tiếng Ả Rập Ai Cập: دنيا سمير يوسف غانم; sinh ngày 1 tháng 1 năm 1985) là một nữ diễn viên và ca sĩ người Ai Cập. Cô là con gái của nam diễn viên Samir Ghanem và nữ diễn viên Dalal Abdulaziz; và em gái của Amy (Amal). Donia tốt nghiệp MSA đại học và bắt đầu cuộc sống nghệ thuật của mình vào năm 2001 khi cô mới 16. Cô đã có vai diễn đầu tiên của mình trong một chương trình truyền hình mang tên "Tư pháp có rất nhiều gương mặt" (tiếng Ả Rập: للعدالة وجوه كثيرة - Lil Adala Wogouh Katheera).

## Sự nghiệp diễn xuất
Donia tham gia hai chương trình truyền hình khi cô còn nhỏ. Cô thu hút sự chú ý khi diễn xuất trong loạt phim Ai Cập có tên "Công lý có nhiều mặt". Lần xuất hiện đầu tiên của cô trong một bộ phim là vào năm 2005 cùng với diễn viên hài Mohamed Henedi.
Tài năng của Donia xuất hiện khi cô còn nhỏ, tham gia các vở kịch và chương trình ở trường. Cha cô đã khóc khi lần đầu tiên nghe cô hát cho Fayrouz, và mẹ cô đã khuyến khích sự nghiệp diễn xuất của cô từ khi cô còn nhỏ.
Thông qua sự xuất hiện trong các chương trình talkshow của Ai Cập, Donia nổi bật với sự bắt chước của cô với các ca sĩ Ả Rập khác. Sự bắt chước nổi tiếng nhất của cô là giọng hát của Ahlam khi hát bài hát của Myriam Fares. Bài hát phát hành đầu tiên của cô được gọi là "Far2 el Sen".
Cô từng là giám khảo trong phần 4 (2015) của The X Factor Arabia. Cùng với Elissa và Ragheb Alama.

## Đóng phim
| Năm  |                                | Vai trò       |
| ---- | ------------------------------ | ------------- |
| 1995 | (إمراة وإمراة)                 | Sinh học      |
| 2001 | (للعدالة وجوه كثيرة)           | Nada          |
| 2002 | (ززننماد ال                    | Fardos        |
| 2004 | (عباس الابيض ي اليوم الاسود)   | Laila         |
| 2004 | (أحلام البنات)                 | Dolly         |
| 2005 | (يانا ياخالتي)                 | Nawal         |
| 2007 | (أحزان مريم)                   | Hanan         |
| 2008 | (كباريه)                       | Mona          |
| 2008 | (اتنين في واحد)                | Heba          |
| 2008 | (شارع 18)                      | Aiaa          |
| 2008 | (كاكيه تشينو)                  | Lai           |
| 2009 | (الفرح)                        | Samira        |
| 2009 | (طير إنت)                      | Laila         |
| 2009 | (عبة ةةم)                      | Marim         |
| 2010 | (لا تراجع ولا استسلام)         | Jermeen       |
| 2010 | (الكبير أوي ج1)                | Hadia         |
| 2011 | (إكس لارج)                     | Dina          |
| 2011 | (365 يوم سعادة))               | Nesma         |
| 2011 | (الكبير أوي ج2)                | Hadia         |
| 2013 | (الكبير أوي ج3)                | Hadia         |
| 2014 | (الكبير أوي ج4)                | Hadia         |
| 2015 | (لهفة) Ramadan Show            | Lahfa         |
| 2016 | (نيللي وشريهان) Ramadan show   | Nelly         |
| 2017 | (في اللا لا لاند) Ramadan show | Etaab         |
| 2019 | (بدل الحدوتة 3)                | Bella / Lahfa |

## liên kết ngoài
- Donia Samir Ghanem trên IMDb